# Hirmoneura vitalisi
Hirmoneura vitalisi är en tvåvingeart som beskrevs av Joseph Charles Bequaert 1935. Hirmoneura vitalisi ingår i släktet Hirmoneura och familjen Nemestrinidae. Inga underarter finns listade i Catalogue of Life.